# Кірхен
Кірхен (нім. Kirchen) — місто в Німеччині, розташоване в землі Рейнланд-Пфальц. Входить до складу району Альтенкірхен. Центр об'єднання громад Кірхен (Зіг).
Площа — 39,59 км2. Населення становить 8446 ос. (станом на 31 грудня 2020).

## Галерея

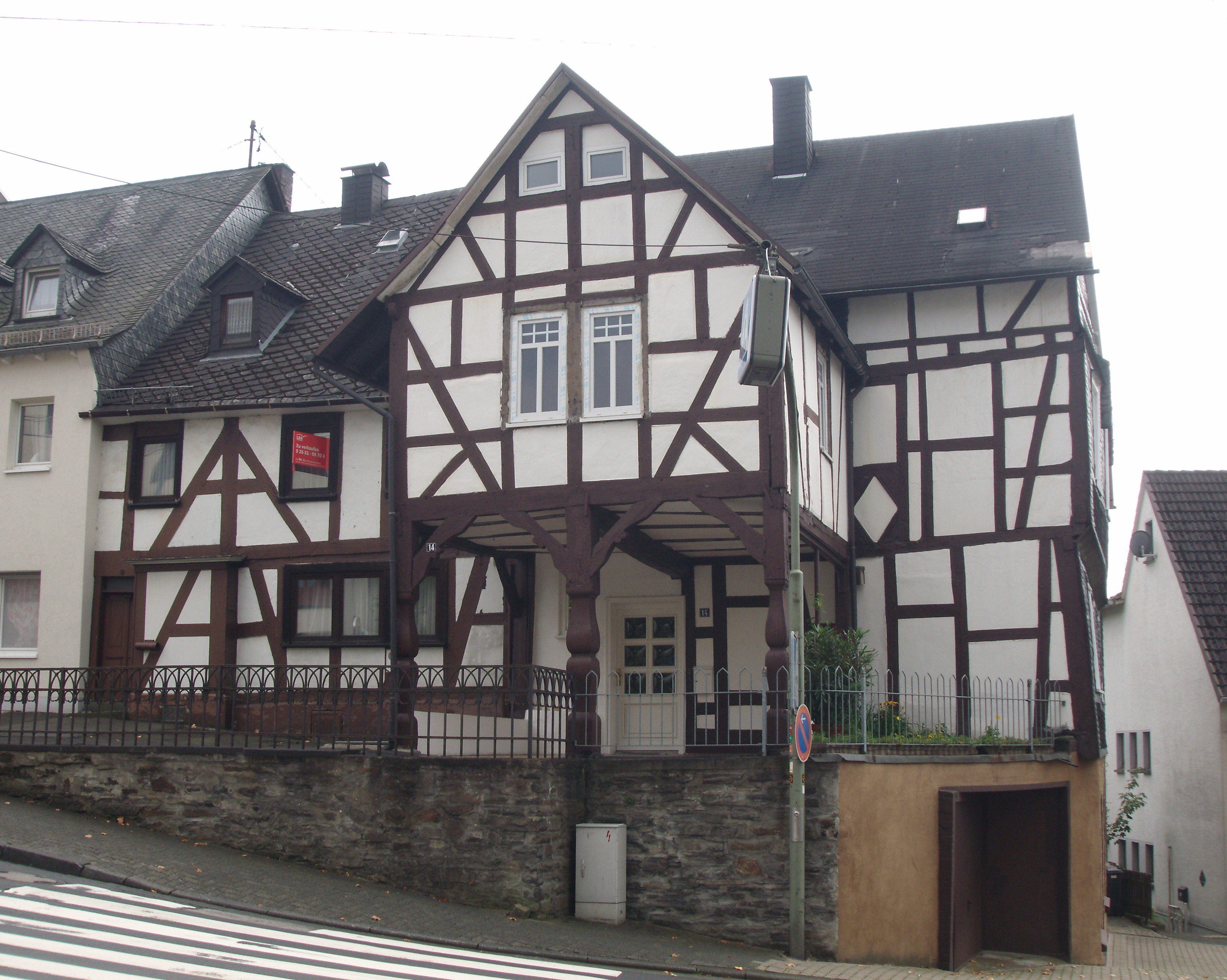
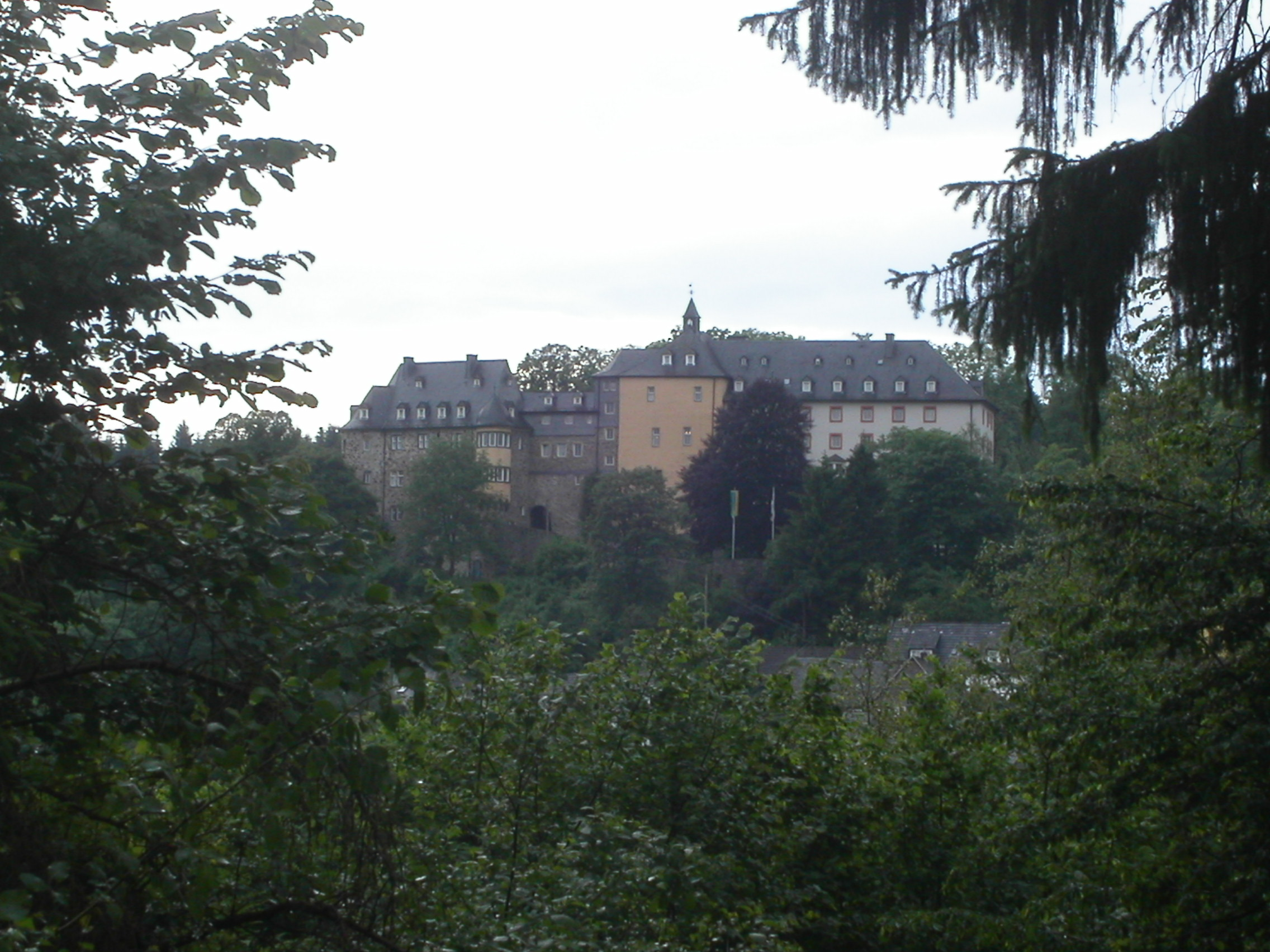
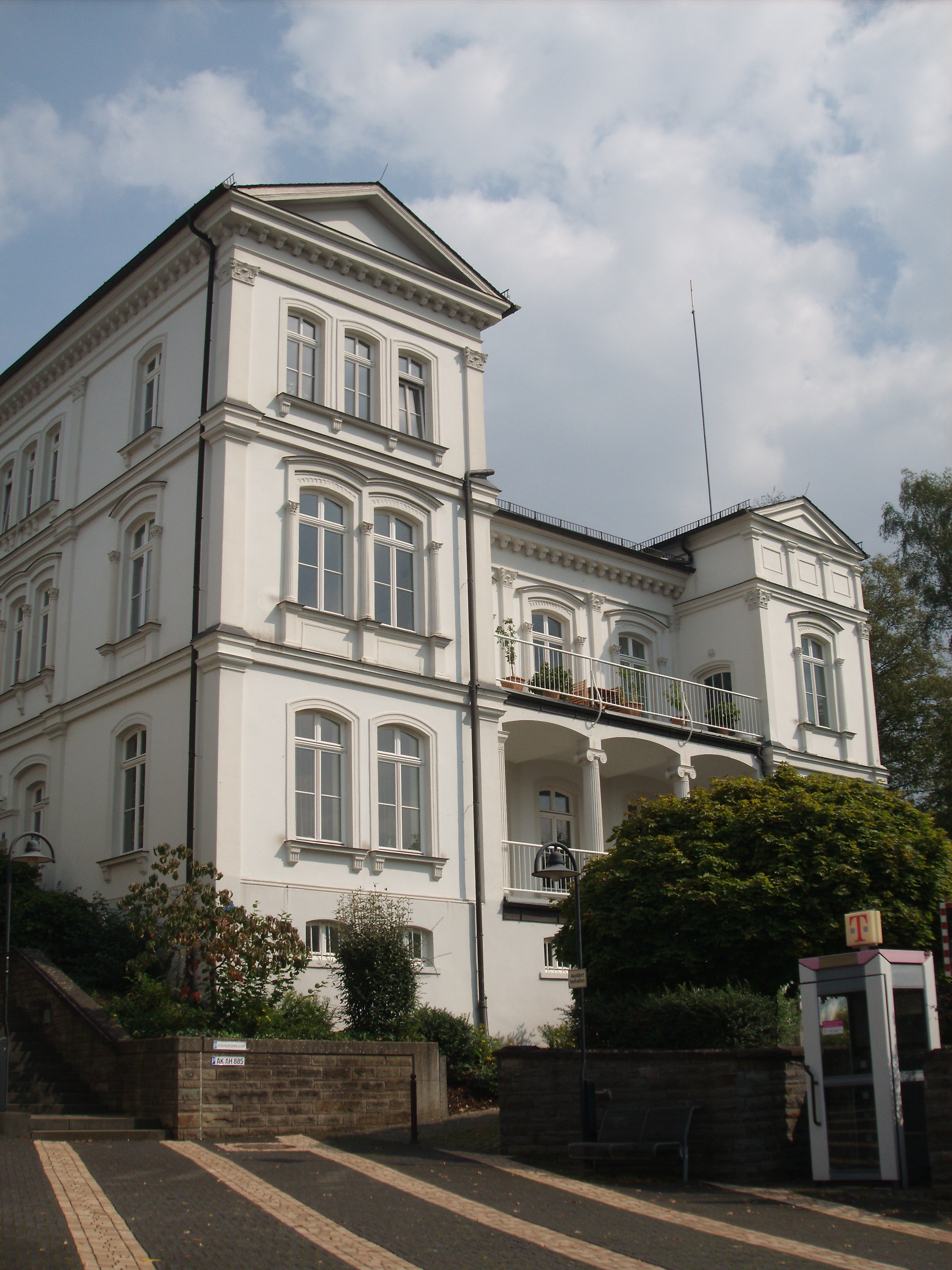
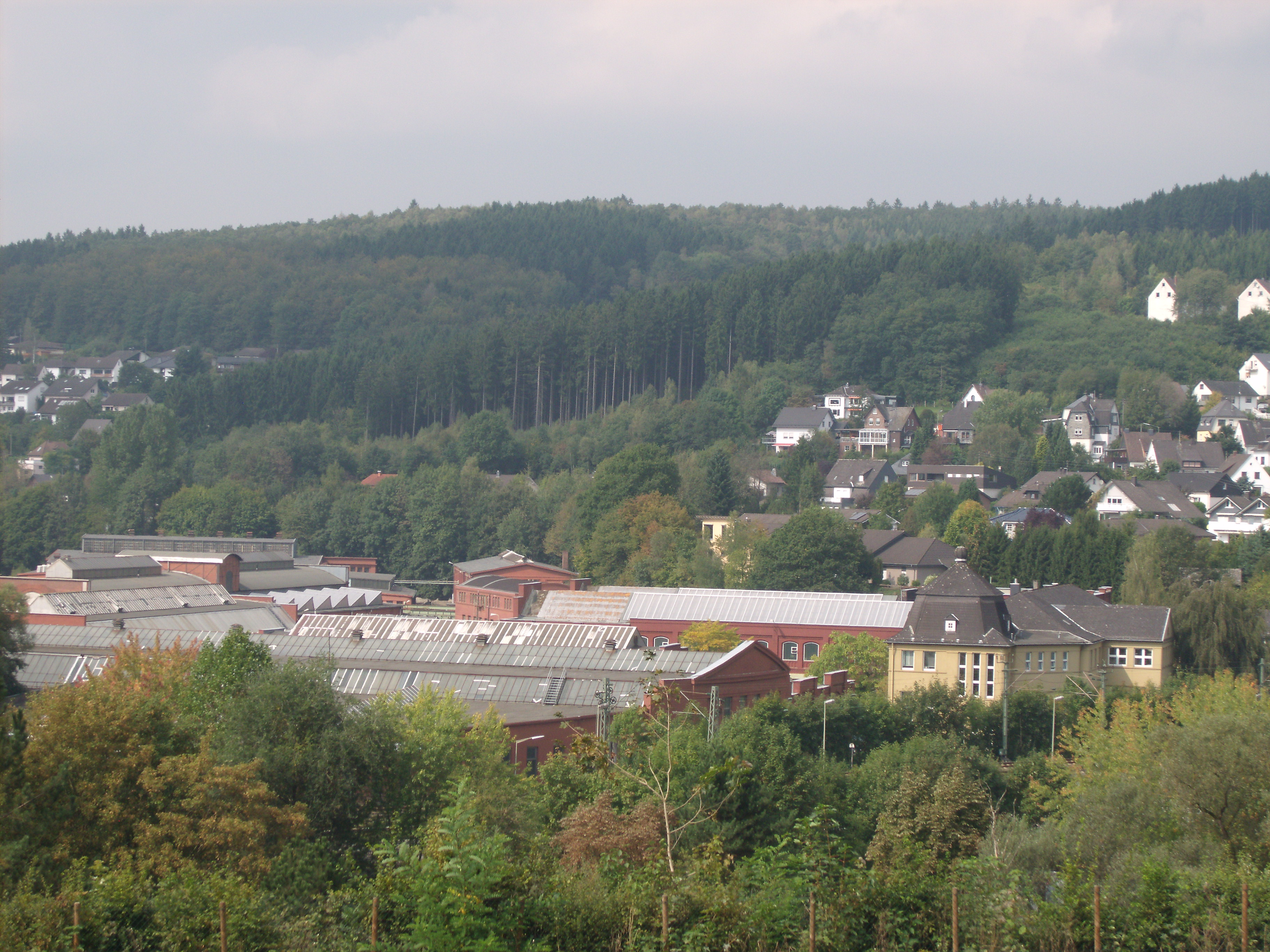